# Distrito de Kaho (Fukuoka)

Ubicación del distrito de Kaho en la prefectura de Fukuoka

 Kaho (嘉穂郡 Kaho-gun) es un distrito localizado en la prefectura de Fukuoka en Japón.
Desde el 2006, el distrito tiene una población estimada de 14,648 personas y una densidad de 729.85 personas por km². El área total es de 20.07 km ².

## Pueblos y villas
- Keisen

## Fusiones
- El 26 de marzo de 2006 los pueblos de Chikuho, Honami, Kaita y Shōnai se fusionaron con la anterior ciudad de Iizuka para formar una nueva ciudad, la cual también lleva el nombre de Iizuka.
- El 27 de marzo de 2006 los pueblos de Inatsuki, Kaho y Usui se fusionaron con la antigua ciudad de Yamada para formar la nueva ciudad de Kama.

- Datos: Q1156623